# Ditrichum javense
Ditrichum javense là một loài rêu trong họ Ditrichaceae. Loài này được M. Fleisch. mô tả khoa học đầu tiên năm 1904.